# Channelrhodopsin
Channelrhodopsine (deutsch auch: Kanalrhodopsine) sind Ionenkanäle, die in der Zellmembran bestimmter einzelliger Algen vorkommen. Blaues Licht führt zur Öffnung dieser Kanäle (engl. light-gated) und zum Einstrom von Ionen in die Zelle. Durch Channelrhodopsine wird das Membranpotential und die Ionenkonzentration im Cytosol von der Lichtintensität abhängig. Wird ein Gen für Channelrhodopsin in Nervenzellen eingeschleust, kann die elektrische Erregbarkeit dieser Nervenzellen durch Lichtpulse kontrolliert werden (Optogenetik).
Die ersten Channelrhodopsine, die entdeckt wurden, Channelrhodopsin-1 (ChR1) und Channelrhodopsin-2 (ChR2), dienen Grünalgen der Gattung Chlamydomonas als sensorische Photorezeptoren. Sie leiten positiv geladenen Ionen (Kationen) in die Zelle und steuern damit negative und positive phototaxische Reaktionen bei hohem Lichteinfall. VChR1 wurde in der vielzelligen Alge Volvox gefunden; sein Absorptionsmaximum liegt bei einer höheren Wellenlänge als ChR1 und ChR2. Es zeigt aber eine Übereinstimmung der Aminosäuresequenz  von 80 % zur ChR1-Gruppe, wodurch diese Proteine als homolog zueinander betrachtet werden. Neben diesen kationen-leitenden Channelrhodopsinen wurden in cryptophyten Algen Channelrhodopsine gefunden, die negativ geladene Ionen (Anionen) leiten. Werden anionenleitende Channelrhodopsine (engl. ACR) in Nervenzellen eingeschleust, können diese Nervenzellen durch Beleuchtung an der Aktivierung gehindert werden (engl. silencing).

## Aufbau und Funktion
Channelrhodopsine (ChR) sind, wie andere Rhodopsine auch, Proteine mit sieben helikalen Transmembrandomänen und einem Retinal-Chromophor, der als protonierte Schiffsche Base kovalent an das Protein gebunden ist. Das Absorptionsmaximum von ChR2 liegt mit ungefähr 460–470 nm im Blauen. Sobald das all-trans-Retinal im Protein-Retinal-Komplex Licht absorbiert, isomerisiert es zu einem 13-cis-Retinal und verursacht dadurch eine Konformationsänderung des Proteins. Diese führt zum Öffnen der Pore im Protein, ihr Durchmesser beträgt mindestens 0,6 nm. Das 13-cis-Retinal relaxiert nach einiger Zeit zurück zum all-trans-Retinal, wodurch sich die Pore wieder schließt und der Ionenfluss unterbrochen wird. Während die meisten G-Protein-gekoppelten Rezeptoren (darunter Rhodopsin) Ionenkanäle indirekt mittels sekundärer Botenstoffe öffnen, bildet bei den Channelrhodopsinen das Protein selbst eine Pore. Dieser Aufbau ermöglicht eine sehr schnelle und zuverlässige Depolarisation der Zelle. Bei heterologer Expression von ChR2 in Nervenzellen kann durch einen kurzen Lichtpuls (1–2 ms) ein Aktionspotential ausgelöst werden. In den meisten Zelltypen ist hinreichend Retinal (Vitamin A) vorhanden, um die Produktion funktionsfähiger Channelrhodopsine ohne Zusatz von Retinal zu ermöglichen.

## Varianten für die Anwendung in optogentischen Experimenten
Der Austausch von Aminosäuren nahe der retinalen Bindungstasche (Punktmutation) beeinflusst die biophysikalischen Eigenschaften von Channelrhodopsin. Verschiedene Arbeitsgruppen haben durch gezielte Mutationen eine Vielzahl von optogenetischen Werkzeugen generiert.

### Kinetik
Das Schließen des Kanals nach der optischen Aktivierung kann durch Mutation der Proteinreste C128 oder D156 wesentlich verzögert werden. Diese Modifikation führt zu hochempfindlichen Channelrhodopsinen, die durch einen blauen Lichtimpuls geöffnet und durch einen grünen oder gelben Lichtimpuls geschlossen werden können (Step-function opsins). Die Mutation des E123-Restes beschleunigt die Kanalkinetik (ChETA), und die resultierenden ChR2-Mutanten wurden verwendet, um Neuronen mit bis zu 200 Hz feuern zu lassen. Im Allgemeinen sind Channelrhodopsine mit langsamer Kinetik auf der Populationsebene lichtempfindlicher, da offene Kanäle im Laufe der Zeit auch bei niedrigen Lichtpegeln akkumulieren.

### Photostrom-Amplitude
H134R- und T159C-Mutanten zeigen erhöhte Photoströme; eine Kombination von T159 und E123 (ET/TC) hat etwas größere Photoströme und eine etwas schnellere Kinetik als Wildtyp-ChR2. Unter ChR-Varianten zeigt ChIEF, eine Chimäre und Punktmutante von ChR1 und ChR2, die größten Photoströme und die geringste Desensibilisierung und besitzt eine Kinetik, die ChR2 ähnelt.

### Anregungswellenlänge
Chimäre Channelrhodopsine wurden durch Kombination von Transmembran-Helices aus ChR1 und VChR1 entwickelt, was zu ChRs mit roten Spektralverschiebungen führte (z. B. C1V1, ReaChR). ReaChR kann in Säugetierzellen mit sehr hoher Dichte in die Zellmembran eingebaut werden und wurde für die minimalinvasive, transkranielle Aktivierung von Hirnstamm-Motoneuronen eingesetzt. Die Suche nach homologen Sequenzen in anderen Organismen führte zu spektral verbesserten und stärker rotverschobenen Channelrhodopsinen (z. B. ChrimsonR). In Kombination mit ChR2 ermöglichen diese gelb- / rotlichtempfindlichen Channelrhodopsine die Kontrolle von zwei Populationen von Neuronen unabhängig voneinander mit Lichtpulsen unterschiedlicher Farben. Ein blauverschobenes Channelrhodopsin wurde in der Alge Scherffelia dubia entdeckt. Nach einigen Mutationen zur Verbesserung des Membranhandels und der Geschwindigkeit führte das resultierende Werkzeug (CheRiff) zu großen Photoströmen bei Anregung durch blaues Licht (460 nm).

### Ionenselektivität
Die L132C-Mutation (CatCh) erhöht die Permeabilität für Calciumionen und erzeugt sehr große Ströme, wobei die vierfache Punktmutante CapChR1 die Kalziumleitfähigkeit weiter erhöht. Die Mutation von E90 zur positiv geladenen Aminosäure Arginin verwandelt Channelrhodopsin von einem unspezifischen Kationenkanal in einen Chlorid-leitenden Kanal (ChloC). Die Selektivität für Cl- wurde durch Ersetzen negativ geladener Reste in der Pore des Kanals weiter verbessert. Selektive Chlorid-leitende Channelrhodopsine (iChloC, GtACR) werden benutzt, um die Aktivität bestimmter Neurone in der Taufliege und in der Maus gezielt zu dämpfen und so die Funktion dieser Neurone für ein bestimmtes Verhalten zu untersuchen.

## Anwendungen in der Forschung

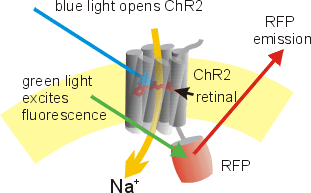
Schematische Darstellung eines ChR2-RFP-Fusionsproteins. RFP ist ein rot fluoreszierendes Protein, das ähnlich wie GFP zur Markierung von Zellstrukturen eingesetzt werden kann.

Während der N-Terminus die sieben Transmembrandomänen einschließt, reicht das C-terminale Ende des ChR2-Proteins in den Intrazellularraum hinein und kann ersetzt oder verändert werden, ohne dass die Funktion des Proteins als Ionenkanal beeinträchtigt wird. Channelrhodopsine können mit einer Reihe von Transfektionstechniken (virale Transfektion, Elektroporation, Genkanone) in erregbaren Zellen wie Neuronen exprimiert (produziert) werden. Vitamin-A, die Vorstufe des lichtabsorbierenden Chromophors Retinal ist in Wirbeltier-Zellen meist schon vorhanden, so dass sich erregbare Zellen, die ein Channelrhodopsin exprimieren, durch Beleuchtung einfach depolarisieren lassen.
Aufgrund dieser Eigenschaften interessieren sich Biotechnik und Neurowissenschaften für den Einsatz von Channelrhodopsinen, beispielsweise für Anwendungen wie die Photostimulation von Neuronen. Das blauempfindliche ChR2 in Kombination mit der durch Gelblicht-aktiviertierbaren Chloridpumpe Halorhodopsin erlauben das An- und Abschalten der neuronalen Aktivität innerhalb von Millisekunden. Das neu entstehende Fachgebiet, das sich mit der Kontrolle von genetisch modifizierten Zellen mittels Licht beschäftigt, wird als Optogenetik bezeichnet.
Wird ChR2 mit einem Fluoreszenzlabel markiert, können durch Licht angeregte Axone und Synapsen im intakten Gehirngewebe identifiziert werden. Diese Technik lässt sich zur Aufklärung der molekularen Ereignisse während der Induktion synaptischer Plastizität einsetzen. Mit Hilfe von ChR2 wurden weit reichende neuronale Bahnen im Gehirn kartiert.
Dass sich das Verhalten transgener Tiere, die ChR2 in einem Anteil ihrer Neuronen exprimieren, durch intensive Beleuchtung mit Blaulicht berührungslos kontrollieren lässt, wurde bereits für Nematoden, Taufliegen, Zebrafische und Mäuse gezeigt.
Die Sehfunktion blinder Mäuse konnte durch Expression von ChR2 in Bipolarzellen der Netzhaut im Auge teilweise wiederhergestellt werden. Vorstellbar ist auch eine zukünftige medizinische Verwendung von ChR2 bei bestimmten Formen der retinalen Degeneration oder zur Stimulation tief liegender Gehirnabschnitte.
Inzwischen wurden im Rahmen der pflanzlichen Optogenetikforschung sowohl ChR2, als auch ACR, erfolgreich in Modellpflanzen etabliert. Dies bietet völlig neue Möglichkeiten pflanzliche Signaltransduktionsprozesse zu untersuchen. Durch die Etablierung von ChR2 in Arabidopsis thailana wurde es z. B. möglich neue Erkenntnisse im Bereich der Erzeugung elektrischer Signale in Pflanzen zu erzielen.